# 波尔塔斯
波尔塔斯，是西班牙加利西亚自治区蓬特韦德拉省的一个市镇。 总面积23平方公里，总人口3205人（2001年），人口密度139人/平方公里。